# 米什涅
51°55′43″N 32°2′49″E / 51.92861°N 32.04694°E
米什涅（烏克蘭語：Мишине），是烏克蘭北部的村莊，隸屬切爾尼希夫州的科留基夫卡區。該村面積0.02平方公里，海拔高度125米，2001年人口13，人口密度每平方公里1,400人。